# Maciste athlète
Pour plus de détails, voir Fiche technique et Distribution.
Maciste athlète (titre original : Maciste atleta) est un péplum italien réalisé par Vincenzo Denizot et Giovanni Pastrone, sorti en 1918. 
Maciste est un personnage mythique créé en 1913 dans le film Cabiria (Giovanni Pastrone). L'esclave herculéen est interprété par le docker génois Bartolomeo Pagano.

## Fiche technique
- Titre original : Maciste atleta
- Titre français : Maciste athlète
- Réalisation et scénario  : Vincenzo Denizot et Giovanni Pastrone
- Images :
- Musique :
- Production : Vincenzo Denizot et Giovanni Pastrone
- Sociétés de production : Itala Film
- Sociétés de distribution :
- Pays d’origine : Italie
- Format : noir et blanc — film muet
- Genre : péplum
- Durée   :
- Date de sortie : mars 1918 en Italie

## Distribution
- Bartolomeo Pagano  : Maciste
- Italia Almirante Manzini
- Ruggero Capodaglio